# Chojnice (gemeente)
De gemeente Chojnice is een landgemeente in het Poolse woiwodschap Pommeren, in powiat Chojnicki.
De gemeente bestaat uit 31 administratieve plaatsen solectwo: Angowice, Charzykowy, Chojniczki, Ciechocin, Czartołomie-Jarcewo, Doręgowice, Gockowice-Objezierze, Granowo, Klawkowo, Kopernica, Krojanty, Kruszka, Kłodawa, Lichnowy, Lotyń, Moszczenica, Nieżychowice, Nowa Cerkiew, Nowy Dwór-Cołdanki, Ogorzeliny, Ostrowite, Ostrowite ZR, Pawłowo, Pawłówko, Powałki, Racławki, Silno, Sławęcin, Swornegacie, Topole, Zbeniny
De zetel van de gemeente is in Chojnice.
Op 30 juni 2004 telde de gemeente 15 758 inwoners.

## Oppervlakte gegevens
In 2002 bedroeg de totale oppervlakte van gemeente Chojnice 458,34 km², waarvan:
- agrarisch gebied: 49%
- bossen: 38%

De gemeente beslaat 33,6% van de totale oppervlakte van de powiat.

## Demografie
Stand op 30 juni 2004:
| Omschrijving                   | Totaal | Totaal | Vrouwen | Vrouwen | Mannen | Mannen |
| ------------------------------ | ------ | ------ | ------- | ------- | ------ | ------ |
| eenheid                        | aantal | %      | aantal  | %       | aantal | %      |
| inwoners                       | 15 758 | 100    | 7777    | 49,4    | 7981   | 50,6   |
| bevolkingsdichtheid (inw./km²) | 34,4   | 34,4   | 17      | 17      | 17,4   | 17,4   |

In 2002 bedroeg het gemiddelde inkomen per inwoner 1274,77 zł.

## Aangrenzende gemeenten
Brusy, Czersk, Człuchów, Kamień Krajeński, Kęsowo, Konarzyny, Lipnica, Tuchola